# Crusader Kings III
Crusader Kings III (укр. Королі-хрестоносці III) — відеогра в жанрі глобальної стратегії в реальному часі, розроблена компанією Paradox Development Studio та видана Paradox Interactive. Анонс гри відбувся 19 жовтня 2019 року на виставці PDXCON 2019. Гра вийшла 1 вересня 2020 року.

## Ігровий процес
Як і в попередніх іграх серії, в Crusader Kings III пропонується керувати династією середньовічних правителів, щоб привести її до успіху. Це може бути монарх або васал, що на початку володіє відповідно країною або її регіоном, а потім його нащадки чи довірені особи. До гри додано контекстні підказки та енциклопедію термінів. Династія повинна турбуватися про багатство, виражене золотом, престиж правителя, благочестя, що визначає релігійне життя, та риси династії. В цій грі персонажі зображені цілком у тривимірній графіці та демонструють свої емоції чи стан залежно від ситуації.
У кожному регіоні може бути засноване поселення, в якому будується кілька споруд. Деякі з них універсальні, такі як замок чи храм. Інші залежать від природних умов, наприклад, тільки в гористих місцевостях можна збудувати каменоломні, а на рівнинах — поля. Водночас для всіх династій загальний набір споруд однаковий.
Коли правитель помирає, влада переходить до його нащадка або іншого родича чи регента. При народженні спадкоємці престолу отримують позитивні та негативні риси — більшість випадкові, але деякі успадковуються. Тому династія повинна турбуватися про вигідні шлюби, що також дозволяє потім поширювати владу своєї династії в інших регіонах без воєн.
Правитель обирає один з 5-и стилів життя: дипломатія, війна, управління, інтриги чи вченість. В кожному стилі є три напрямки з низкою вмінь. Персонаж може розвиватися за обраним стилем, відкриваючи нові вміння. Правителю допомагає рада, склад якої з часом змінюється. З допомогою радників можливо отримати більше ресурсів або знайти інформацію для шантажу противників.
Панівна в країні культура визначає які технології дозволяється розвивати. Цей процес займає роки та багато в чому залежить від географії. Наприклад, тільки східні династії здатні навчитися використовувати бойових слонів. Окремо стоїть релігія, в рамках якої існує головне спрямування та дрібні течії. Кожна релігія має три догмати, що визначають погляди на якісь сфери життя, такі як багатоженство або чаклування. Можливо заснувати єресь, яка потім стане панівною релігією. Водночас різниця в віруваннях слугує потужним приводом для інтриг і воєн.
Основу війська складають ополченці, якими командують лицарі, та найманці. Різні види військ мають свої переваги й недоліки. Так, кіннота ефективна на рівнинах проти мечників, але вразлива до списоносців. Для оголошення війни потрібно повідомити її причину. Наприклад, заявити право на чужий престол, або бажання викорінити іновірців. В Crusader Kings III війська збираються в попередньо вказаній точці в армію. Переправа через водні простори відбувається автоматично, більше немає потреби окремо турбуватися про наявність кораблів. Битви відбуваються автоматично, виходячи з характеристик армій та їхніх командирів. У Crusader Kings III точніше передбачається термін виконання завдань. Наприклад, коли гравець відправляє армію на битву, гра повідомляє коли саме вона відбудеться.

## Розробка
За твердженням провідного ґеймдизайнера Генріка Фореуса (швед. Henrik Fåhraeus), розробка почалася приблизно за рік до Imperator: Rome, тобто в 2015 році. Гра використовує новий, більш потужний рушій.
У день анонсу гри сайт Rock, Paper, Shotgun опублікував матеріал, у якому повідомлялося, що розробники вирішили не використовувати в грі фразу «Deus vult» — бойовий клич хрестоносців, нині популярний серед ультраправих). Це викликало обурення гравців: декотрі навіть організували онлайн-петицію, вимагаючи від Paradox Interactive скасувати своє рішення. У підсумку Фореус виступив із заявою про те, що «питання було розтлумачене неправильно» і насправді розробники не замислювалися, які терміни використовувати в грі, якщо не вважати того, що вони повинні відповідати історичному контексту.

## Доповнення
| Назва                                                        | Патч | Тип               | Дата випуску     | Опис |
| ------------------------------------------------------------ | ---- | ----------------- | ---------------- | --- |
| Fashion of the Abbasid Court (укр. Мода аббасидського двору) | 1.0  | Косметичний набір | 1 вересня 2020   | Містить набір додаткових убрань і косметичних варіантів одягу для персонажів Близького Сходу та Північної Африки. |
| Northern Lords (укр. Північні лорди)                         | 1.3  | Колоритний набір  | 16 березня 2021  | Містить додаткові матеріали, що відносяться загалом до Скандинавської епохи вікінгів, також присутня можливість створення королівств авантюристів, доступ до священних воїнів та войовниць з щитом, унікальні династичні спадщини, події та рішення, які є особливими для цієї культури. |
| Royal Court (укр. Королівський двір)                         | 1.5  | Доповнення        | 8 лютого 2022    | Містить нові можливості для гравця — змінення вигляду тронної зали та синтезування наявних культур. |
| Fate of Iberia (укр. Доля Іберії)                            | 1.6  | Доповнення        | 31 травня 2022   | Містить нові події на Іберії, нові артефакти, нові війни, нові портрети та моделі. |
| Friends & Foes (укр. Друзі та вороги)                        | 1.7  | Доповнення        | 8 вересня 2022   | Містить нові можливості для гравця — більше подій з друзями та ворогами. |
| Elegance of the Empire (укр. Елегантність імперії)           | 1.8  | Косметичний набір | 4 квітня 2023    | Містить набір додаткових убрань і косметичних варіантів одягу для персонажів. |
| Tours and Tournaments (укр. Тури та турніри)                 | 1.9  | Доповнення        | 11 травня 2023   | Містить нові можливості для гравця — можливість мандрувати по світу, нова механіка турнірів та весіль, оновлення процесу полювання, бенкетів та паломництва. Нова музика. |
| Wards & Wardens (укр. Підопічні та наглядачі)                | 1.10 | Доповнення        | 22 серпня 2023   | Містить нові події при навчанні дітей, нові взаємодії та рішення, можливість гравцеві відвідувати університети та нову музику. |
| Legacy of Persia (укр. Спадщина Персії)                      | 1.11 | Доповнення        | 9 листопада 2023 | Розширює ігровий процес в регіоні Персії. |
| Legends of the Dead (укр. Легенди про Смерть)                | 1.12 | Доповнення        | 4 березня 2024   | Містить нову механіку легенд і перероблену механіку пошесть. |
| Roads to Power (укр. Шляхи до Влади)                         | 1.13 | Доповнення        | 24 вересня 2024  | Включає нову дату початку сесії (1178 рік), правила правління, можливість гри за безземельного персонажа, можливість призначати «завойовників», поява на карті історичних особистостей і можливість змінити назву Візантії.                                                              |

## Оцінки й відгуки
| Агрегатор  | Оцінка |
| ---------- | ------ |
| Metacritic | 91/100 |

| Видання        | Оцінка |
| -------------- | ------ |
| GameSpot       | 8/10   |
| IGN            | 10/10  |
| PC Gamer (США) | 94/100 |

Гра отримала загальне визнання, згідно з агрегатором рецензій Metacritic. Середньозважена оцінка — 91/100, на підставі 45 рецензій.
Було продано понад 1 мільйон копій протягом першого місяця після виходу.
Ліана Гафер з IGN винесла вердикт: «Crusader Kings 3 — це чудова стратегічна гра, відмінна рольова гра та майстер-клас як взяти найкращі частини наявних систем та зробити їх глибшими та кращими. У мене є тисячі годин у попередній грі, і я сподіваюся витратити принаймні стільки на третю. Усі захопливі порочні персонажі та історії кохання, війни, тріумфу та втрати, які невпинно з'явилися в моїх проходженнях, здаються лише початком чогось легендарного. Насправді якби мені довелося вибрати лише одну гру, щоб грати все життя, рішення було б не таким важким. Новий король історичної стратегії коронований. Хай живе король».
Згідно з Фрейзером Брауном з PC Gamer, «Crusader Kings 3 завжди в русі, постійно переходить до нових історій, тому вона ніколи не дозволяє вам засидітися. Але вона також ніколи не виходить далеко зі своєї зони комфорту. „Paradox“ не могли рухатися в іншому напрямку і не внесли змін, які б змусили захекатися. Речі, які зробили Crusader Kings 2 настільки стійкою, пішли ще далі, тоді як частина баласту, що накопичилася протягом більшої частини десятиліття, була відсічена. Це дуже виважене продовження».
Девід Вайлдґус з GameSpot відгукнувся, що кожен вибір може мати глибокі наслідки, різні механіки взаємодіють, утворюючи незабутні несподівані ситуації. Було схвалено рольовий компонент, завдяки якому історії легко співпереживати, а свобода дій віднаджує від думок, що гравець робить щось неправильно. Водночас зазначалося — керівництво з гри пояснює багато про «що» бачать гравці, але дуже мало про «як» і «коли» і «навіщо». Також вказувалося, що оскільки гра не ставить конкретної умови перемоги, то грати без власної мотивації складно, адже дії персонажів тоді виглядають безглуздими.
У вересні 2020 року в ЗМІ про відеоігри поширилася історія, що засвідчує потенціал Crusader Kings 3. Граючи за Гальфдана, короля Йорвіку (колишнє королівство на території сучасної Британії), гравець під ніком Zak7062 розіграв багатокрокову інтригу, в результаті якої Гальфдан завоював Італію, запровадив у своїх володіннях ритуальний канібалізм і з'їв Папу Римського; а після цього ледь не помер, оскільки канібалізм завжди передбачає 20% шансу захворіти.